# Favale di Malvaro
Favale di Malvaro (ligurisch Favâ) ist eine kleine italienische Gemeinde in der Metropolitanstadt Genua mit 427 Einwohnern (Stand 31. Dezember 2023).

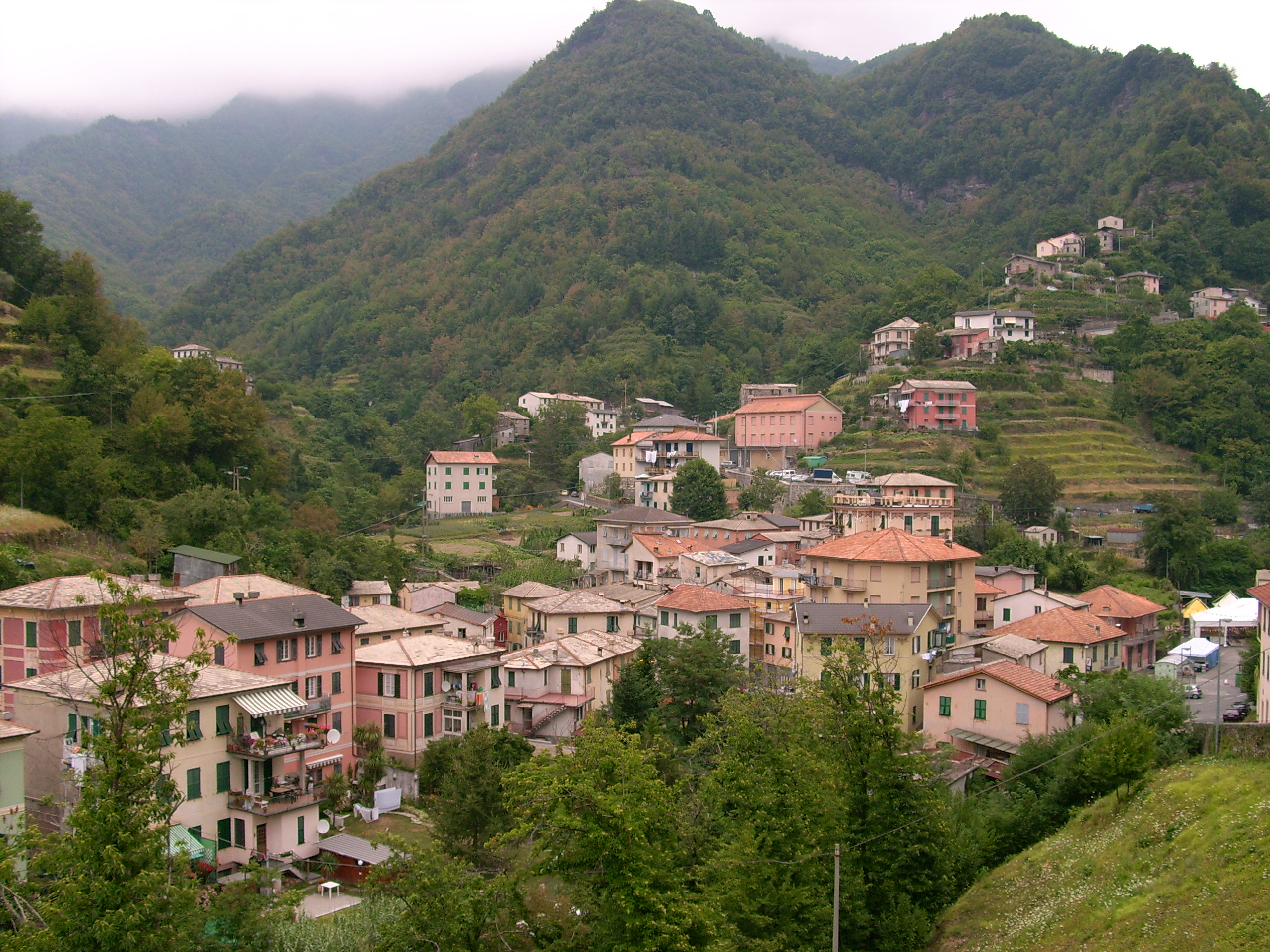

## Lage
Die Gemeinde liegt im Tal Fontanabuona an den Hängen des Monte Pagliaro. Favale di Malvaro befindet sich in einer Entfernung von 55 Kilometern zur ligurischen Hauptstadt Genua.
Zusammen mit 16 weiteren Kommunen bildet Favale di Malvaro die Comunità Montana Fontanabuona.
Nach der italienischen Klassifizierung bezüglich seismischer Aktivität wurde die Gemeinde der Zone 4 zugeordnet. Das bedeutet, dass sich Favale di Malvaro in einer seismisch inerten Zone befindet.